# Manuel da Silveira d'Elboux
Dom Manuel da Silveira d'Elboux (Itu, 29 de fevereiro de 1904 — Curitiba, 6 de fevereiro de 1970) foi um bispo católico brasileiro, arcebispo de Curitiba de 1950 até 1970.

## Episcopado
Foi nomeado sucessor de Dom Alberto José Gonçalves, na Diocese de Ribeirão Preto, pelo papa Pio XII aos 31 de janeiro de 1946, portanto 2º Bispo Diocesano de Ribeirão Preto, tendo tomado posse no dia 28 de março do mesmo ano.
Dom d'Elboux fundou o Círculo dos Trabalhadores Cristãos, o Centro do Professorado Católico, a Liga das Senhoras Católicas; adquiriu para a Diocese o “Diário de Notícias”, jornal diário católico. Adquiriu em 1947 para a Diocese uma área na Vila Virgínia, para futura construção do Seminário diocesano (hoje “Conjunto habitacional Dom Manuel da Silveira D'Elboux”). Incentivou a Ação Católica e as Associações Religiosas de Leigos, principalmente as Congregações Marianas de Jovens, e a Cruzada Eucarística. No dia 19 de agosto Dom Manoel foi nomeado pelo Papa Pio XII para Arcebispo de Curitiba.
Em Curitiba, em 1959, inaugurou a 5ª (e atual) sede do Seminário Menor São José, em Orleans. Faleceu em 6 de fevereiro de 1970. Encontra-se sepultado na Catedral Basílica Menor Nossa Senhora da Luz, em Curitiba.